# Pokémon: Lucario and the Mystery of Mew
Pokémon: Lucario and the Mystery of Mew (llançada al Japó com a Gekijōban Poketto Monsutā Adobansu Jenerēshon Myū to Hadō no Yūsha Rukario) és una pel·lícula de la franquícia Pokémon.

## Argument
Fa segles, el Palau Cameron i la gent que hi vivia van ser salvats pel noble sacrifici del Senyor Aaron, Guia de l'Aura. Des d'aleshores, els habitants ho commemoren amb un festival anual. Ash Ketchum no és ni molt menys un apassionat de la història, però evidentment s'interessa molt per la competició de Pokémon que se celebrarà en aquesta ocasió! Després de guanyar el torneig i assumir el rol cerimonial de Guia de l'Aura, Ash entén la importància d'Aaron (sobretot després de veure Lucario sortir del bastó d'Aaron!). Lucario no veu Aaron com un heroi: aquest Pokémon, que ha passat molt de temps adormit, només recorda que el seu amo el va trair!